# Bleury-Saint-Symphorien
Bleury-Saint-Symphorien és un municipi nou francès. Es va crear l'1 de gener de 2012 a partir de la fusió dels municipis de Saint-Symphorien-le-Château i Bleury), situat al departament de l'Eure i Loir i a la regió de Centre (França).